# رنج در باغ
رنج در باغ (انگلیسی: Agony in the Garden) یک تابلو نقاشی ایتالیایی دورهٔ رنسانس است که توسط جوانی بلینی در طی سال‌های ۱۴۵۹–۶۵ میلادی کشیده شده و نیایش مسیح در کوه زیتون را به تصویر می‌کشد در حالی که پطرس، یعقوب و یوحنا اطرافش به خواب رفته‌اند. این نقاشی در نگارخانه ملی لندن نگهداری می‌شود.